# Northwood (Iowa)
Northwood város az USA Iowa államában. Lakosainak száma 2072 fő (2020. április 1.).

## Népesség
A település népességének változása:
| Lakosok száma | 2050 | 1989 | 2072 |
|               | 2000 | 2010 | 2020 |